# Lancia Augusta
Lancia Augusta — передньопривідний автомобіль італійської компанії Lancia (1933–1936). Був проміжною моделлю поміж автомобілем середнього класу Lancia Artena та автомобілем вищого класу Lancia Astura.
Автомобіль збирали на головному заводі і на новому заводі в Бонней-сюр-Марн (3000 машин). Загалом виробили 17.217 машин, у тому числі 2500 з кузовом лімузин і 500 шасі під встановлення кузовів інших фірм, зокрема фірми Carrosserie Pourtout (326 кузовів). 4-дверний кузов лімузин був першою моделлю з дверима, що відкривались в різні сторони, відкриваючи салон. Частину машин продали у Франції під назвою Lancia Belna.
Серед власників Lancia Augusta були великі автогонщики Таціо Нуволарі, Акілле Варці, Луїджі Фаджолі, Луї Широн.

## Технічні дані Lancia Augusta

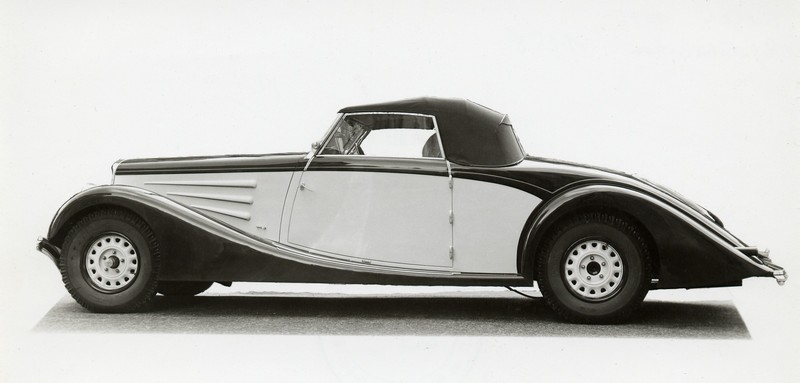
Lancia Belna. Кабріолет Pourtout. 1935

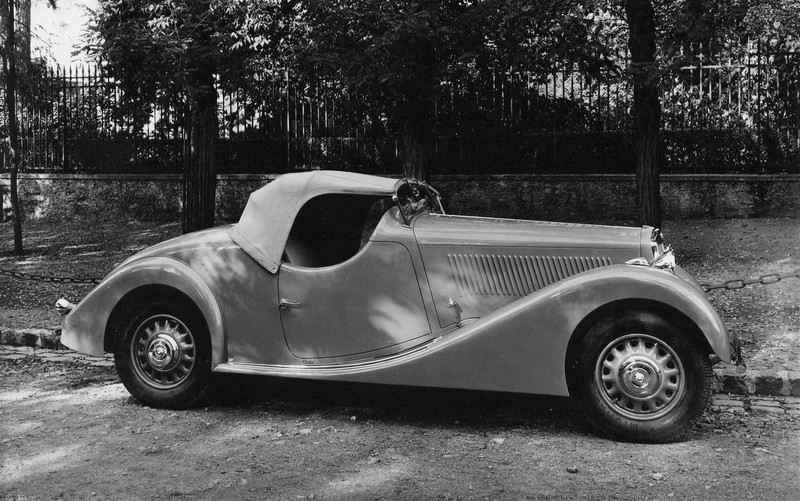
Lancia Belna. Родстер Pourtout.

|                    |                                            |
| Розміри            | Параметри                                  |
| Роки випуску:      | 1933-1936                                  |
| Типи кузовів:      | 4-дверний лімузин купе 2-дверний кабріолет |
| Колісна база :     | 2650 мм                                    |
| Довжина:           | 3814-4000 мм                               |
| Ширина             | 1450 мм                                    |
| Виготовлено:       | 17.217 екземплярів                         |
| Маса порожнього:   | 830 кг                                     |
| Мотор              | Essence V4                                 |
| Потужність мотору: | к.с.                                       |
| Об'єм мотору       | 1196 см³                                   |
| Трансмісія :       | ручна, 4-ступінчаста коробка передач       |
| Швидкість :        | км/год.                                    |
| Бензобак:          | 42 л                                       |